# Кырымбет
Кырымбет (каз. Қырымбет) — село в районе имени Габита Мусрепова Северо-Казахстанской области Казахстана. Административный центр Кырымбетского сельского округа. Код КАТО — 596645100.

## Население
В 1999 году численность населения села составляла 545 человек (270 мужчин и 275 женщин). По данным переписи 2009 года, в селе проживало 291 человек (159 мужчин и 132 женщины).